# Todd Redmond
Todd Richard Redmond (né le 17 mai 1985 à St. Petersburg, Floride, États-Unis) est un lanceur droitier des Ligues majeures de baseball jouant avec les Blue Jays de Toronto.

## Carrière
Todd Redmond est drafté en 39e ronde par les Pirates de Pittsburgh en 2004. Il joue trois saisons en ligues mineures (2005 à 2007) dans l'organisation des Pirates. Le 26 mars 2008, il est échangé aux Braves d'Atlanta en retour de Tyler Yates, un autre lanceur droitier. Redmond poursuit son apprentissage en ligues mineures. Le 28 mai 2010, alors qu'il lance pour les Braves de Gwinnett, un club mineur de niveau AAA, il réussit un match sans point ni coup sûr dans une victoire de son équipe, 4-0 sur les Bats de Louisville.
Le 14 juillet 2012, les Braves d'Atlanta transfèrent Todd Redmond aux Reds de Cincinnati en échange de l'arrêt-court Paul Janish. Redmond fait à 27 ans ses débuts dans le baseball majeur comme lanceur partant pour Cincinnati le 18 août 2012. C'est son seul match (une défaite) avec les Reds.
Le 8 février 2013, Redmond est réclamé au ballottage par les Orioles de Baltimore. Il passe, de la même manière, aux Blue Jays de Toronto le 22 mars suivant.